# Macchi MB-308
Le Macchi MB-308 est un monoplan de tourisme et d'école biplace côte-à-côte construit en Italie peu après la fin de la Seconde Guerre mondiale. Exporté, il a aussi été construit sous licence en Argentine.

## Origine

### Le CNA PM.1
En 1938 l’ingénieur Ermanno Bazzocchi dessine pour CNA un biplace côte-à-côte destiné à participer à un concours d’avions légers d’école et de tourisme organisé par R.U.N.A. (Reale Unione Nazionale Aeronautica), concours qui donna naissance à l’Avia FL.3. Le PM.1 était un monoplan à aile haute cantilever en bois tracté par un moteur CNA de 60 ch dont le développement fut interrompu par la guerre, le prototype disparaissant durant le conflit.

### Le Macchi MB-308
Entré en 1941 au bureau d’études de la firme Macchi, Ermanno Bazzocchi succédait à Mario Castoldi à l’automne 1945 à la tête du bureau d'études de Varèse avec pour mission de relancer l’activité du constructeur aéronautique italien. Il s’intéressa immédiatement à l’aviation légère, un marché devant connaître une progression très rapide selon certaines études. Pour E. Bazzocchi il fallait réaliser un appareil peu coûteux à construire et entretenir, facile à piloter et offrant des performances supérieures à celles des Avia FL.3 et Piper L-4 utilisés par l’aviation légère italienne renaissante. Pour réaliser le nouvel appareil E.Bazzocchi s’inspire du CNA PM.1 d’avant-guerre, dont l’allure générale, aile haute cantilever et cockpit côte à côte, était conservée, tout comme le mode de construction, entièrement en bois. Mais l’empennage était redessiné et pour la première fois en Italie un train tricycle fut réalisé.
Le prototype fut construit très rapidement pour pouvoir être présenté à la Foire de Milan en septembre 1946, mais la Commission Alliée de Contrôle s’y opposa. Malgré cela Guido Carestiato décolla le prototype [I-FABR] le 19 janvier 1947 à Venegono. Cet appareil était équipé d’un CNA D4 de 60 ch entraînant une hélice bipale à pas fixe, mais ce moteur étant difficilement disponible on prit la décision de le remplacer par un moteur américain, le Continental C-65, disponible en masse sur les nombreux Piper L-4 de l’US Army laissés à l’abandon dans les dépôts italiens. C’est donc avec des moteurs de ce type que furent produits les 50 premiers MB.308.

## Développement
Fin 1947 une cellule fut équipée d’un moteur Continental C-85 de 85 ch avec démarreur électrique. La production de ce nouveau modèle fut lancée début 1948, la plupart des appareils déjà livrés étant par la suite remotorisés, puis en 1948 apparut une version hydravion doté de deux flotteurs en bois et d’un moteur Continental C-90. Une dizaine d’hydravions furent construits pour les aéro-clubs de Gênes et Côme, mais le moteur C-90 fut monté à son tour sur les appareils terrestres. Le gain de puissance obtenu avec le C-90 permettait également d’installer un troisième siège derrière les deux sièges de la version standard. Désignée MB.308G la version triplace était identifiable à un vitrage plus important de cabine.
Surnommé Macchino (Petit Macchi), le MB.308 fut construit à 160 exemplaires par l’usine de Varèse (dont trois MB.308G).
À noter que l’Aeronautica Militare italienne, probablement pour soutenir la renaissance de l’industrie aéronautique italienne, acheta 80 MB.308 à moteur 85 ch. Ces appareils furent utilisés comme avions de liaison et pour entraîner les pilotes italiens à l’utilisation de trains tricycles. Dès la livraison des premiers Piaggio P148, ces appareils furent mis à la disposition de l’Aero Club d’Italia.

## Un succès à l'exportation
Le MB.308 avait été conçu pour le marché intérieur italien, mais cet appareil fut exposé au Salon aéronautique de Bruxelles en 1947 puis au Salon du Bourget en 1951 et un certain nombre d’exemplaires furent exportés. Deux licences de production furent également accordées, à la firme allemande Siebel (sans suites) et à la société argentine German Bianco S.A. pour 100 MB.308G. Les premiers appareils construits en Argentine ne sortirent de l’usine de Buenos Aires qu’en 1959, 46 exemplaires étant construits jusqu’en 1967, soit avec un moteur de 90 ch, soit avec un Continental O-200-A de 100 ch et un train caréné.